# Resolution 133 des UN-Sicherheitsrates
Die Resolution 133 des UN-Sicherheitsrates ist eine Resolution, die der Sicherheitsrat der Vereinten Nationen in der 850. Sitzung am  26. Januar 1960 einstimmig beschloss. Sie beschäftigte sich mit der Aufnahme Kameruns als neues Mitglied in die Vereinten Nationen.

## Hintergrund
1957 kam die erste kamerunische Regierung unter André-Marie Mbida im französischen Mandatsgebiet an die Macht und die erste Verfassung für den französischen Teil Kameruns wurde erlassen. Mbida war zunächst ein Mitarbeiter Louis-Paul Aujoulats, entzweite sich dann aber mit diesem. Auf Anraten des französischen Hochkommissars im Kamerun, Jean Ramadier, trat Ahmadou Ahidjo, der spätere Diktator, aus der Regierung Mbida aus und provozierte eine Regierungskrise. Im September 1958 wurde Ruben Um Nyobè umgebracht. Im Oktober 1958 verkündete Ramadiers Nachfolger den Willen Charles de Gaulles, Kamerun die Unabhängigkeit zu gewähren. 1959 unterzeichneten Ahmadou Ahidjo und Michel Debré einen Vertrag über die „Zusammenarbeit“ Frankreichs und Kameruns, der Frankreich weiter den entscheidenden Einfluss sicherte.
Am 1. Januar 1960 erhielt das französische Kamerun nach einer Volksabstimmung und nach dem Auslaufen des UN-Mandats die Unabhängigkeit und nannte sich Ost-Kamerun. Der Norden des britischen Mandatsgebietes stimmte bei einer vorangegangenen Volksabstimmung für den Anschluss an Nigeria, der südliche Teil entschied sich für einen Anschluss an den Staat Kamerun.

## Inhalt
Der Sicherheitsrat gab bekannt, dass er die Aufnahme Kameruns als neues Mitglied der Vereinten Nationen geprüft hat und empfahl der UN-Generalversammlung einer Aufnahme zuzustimmen.

## Beitritt
Kamerun trat den Vereinten Nationen am 20. September 1960 bei.